# Нарвська операція (1—4 березня 1944)
Нарвська операція (1-4 березня 1944) (ест. Putki lahing) — другий етап битви радянських військ Ленінградського фронту з німецькими військами армійської групи «Нарва» та естонськими добровольцями за оволодіння стратегічно важливим Нарвським перешийком. Складова частина багатомісячної битви за Нарву.

## Загальні дані
Після невдалого завершення першої фази Нарвської операції, радянське командування вжило чергових заходів щодо прориву німецької лінії Вотан і з 1 березня розпочало наступ південніше Нарви. Резерв Ленінградського фронту, знов прибула 59-та армія, за підтримки 2 500 гармат та мінометів і до 100 танків, атакувала з плацдарму біля Крівасоо і оточила опорні пункті 214-ї німецької дивізії та 658-го і 659-го естонських Східних батальйонів. Опір оточених частин дав німцям змогу виграти час та маневром сил зупинити подальше просування радянських військ. Північніше Нарви велися бої за плацдарм між 11-ю добровольчою панцергренадерською дивізією «Нордланд» і корпусами 2-ї ударної армії.